# Preparazione per il Lavoro e la Difesa dell'URSS

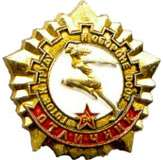
Distintivo d'onore d'oro GTO

Preparazione per il Lavoro e Difesa dell'URSS (in russo «Готов к труду и обороне СССР»? Gotov k trudu i oborone SSSR), abbreviato in GTO (in russo ГТО?) fu un programma di allenamento e cultura fisica in tutta l'Unione, introdotto nell'URSS l'11 marzo 1931 su iniziativa del VLKSM. Fu a complemento del Sistema di classificazione unificato degli sports dell'URSS. Mentre quest'ultimo forniva all'Unione Sovietica un sistema di educazione fisica solamente per atleti, GTO fu un programma per tutti i popoli sovietici e per ogni età. Dall'anno 1976, 220 milioni di persone furono premiate con i distintivi GTO, mentre nel 1986 i test furono superati da 33,9 milioni di persone.

## Evoluzione

### Prima della seconda guerra mondiale
Inizialmente la GTO prevedeva un unico livello per tre gruppi d'età. Per vincere il distintivo noto come GTO badge, un individuo doveva superare 21 prove, di cui 13 con regolamentazione formale. Gli sport nel paese si sviluppano solamente inizialmente; vi era poca cultura fisica collettiva da parte di imprese ed organizzazioni che potevano organizzare l'allenamento fisico e la GTO rimaneva l'unica possibilità di coinvolgere persone in attività sportive, con svariate prove. Il 7 dicembre, 1932 fu introdotto un secondo gruppo per gli stessi gruppi d'età. Ciò è stato fatto per migliorare le competenze di coloro che superavano il primo livello. Il secondo livello prevedeva 24 prove, 19 di queste con regolamentazione formale. Ogni risultato delle prove poteva essere "superato" o "non superato".

### Dopo la dissoluzione dell'URSS
Dopo la dissoluzione dell'URSS nel 1991, il programma GTO fu eliminato nelle ex Repubbliche sovietiche. In Russia il programma GTO, non esistette per 10 anni ma fu ripreso a partire dal 2003. Eppure, nelle remote aree rurali degli ex Stati sovietici, la propaganda è tuttora presente.